# Rosanna
 Rosanna  — це пісня каліфорнійського гурту «Toto». Автором композиції став
Девід Пейч - піаніст та основний автор колективу у той час. Пісня є заглавним треком на альбомі «Toto IV».
За п'ять тижнів після виходу, сингл піднявся до другої сходинки чарту Billboard Hot 100. Це був найкращий на той час, результат гурту, до виходу синглу «Africa» з того ж самого «Toto IV».
«Rosanna» здобула нагороду "Запис року" на 25-тій церемонії ногородження Греммі у 1983 році. Також вона була номінована у категорії "Пісня року", але тут поступилася композиції "Always on My Mind" у виконанні Віллі Нельсона.

## Композиції
Сторона А
1. Rosanna	(4:34)

Сторона Б
1. It's A Feeling	(3:07)

## Місце у чартах
| Чарт                   | Місце |
| ---------------------- | ----- |
| UK Singles Chart       | 12    |
| U.S. Billboard Hot 100 | 2     |